# Pithecopus ayeaye
Espèce
Synonymes
- Phyllomedusa ayeaye (Lutz, 1966)
- Phyllomedusa itacolomi Caramaschi, Cruz & Feio, 2006

Statut de conservation UICN

 LC  : Préoccupation mineure
Pithecopus ayeaye est une espèce d'amphibiens de la famille des Phyllomedusidae.

## Répartition
Cette espèce est endémique du Brésil. Elle se rencontre dans le sud-ouest du Minas Gerais et à la frontière dans l'État de São Paulo de 650 à 1 540 m d'altitude.

## Description
Les mâles mesurent de 35,0 à 42,6 mm et les femelles de 41,3 à 46,1 mm.

## Publication originale
- Lutz, 1966 : Pithecopus ayeaye, a New Brazilian Hylid with Vertical Pupils and Grasping Feet. Copeia, vol. 1966, no 2, p. 236-240.